# Karl Theodor Schmitz
Karl Theodor Schmitz (* 17. Februar 1905 in Minsk, Russisches Kaiserreich; † 15. September 1969 in Berlin) war ein deutscher Politiker (CDU).
Schmitz war Sohn von Reichsdeutschen in Minsk und wurde während des Ersten Weltkriegs in Russland interniert. 1918 siedelte er in das Deutsche Reich über und machte zunächst eine Ausbildung als Gebrauchsgrafiker. Anschließend besuchte er ein Gymnasium der Siebenten-Tags-Adventisten in Mettmann im Rheinland. Von 1926 bis 1929 studierte Schmitz am Union College in Lincoln (Nebraska), USA. Nach seiner Rückkehr in Deutschland war er bis 1937 Lehrer bei den Siebenten-Tags-Adventisten.
Nach dem Zweiten Weltkrieg wurde Schmitz Lehrer für Russisch an der Askanischen Oberschule in Berlin-Tempelhof. Er trat der CDU bei und arbeitete in den Bezirksämtern von Tempelhof und Steglitz. Bei der Wahl zum Abgeordnetenhaus von Berlin 1950 wurde er gewählt, schied aber im März 1951 wieder aus. Von 1955 bis 1959 war Schmitz Bezirksbürgermeister von Berlin-Tempelhof.

## Ehrung
Im November 1979 wurde die „Karl-Theodor-Schmitz-Brücke“ in Berlin-Marienfelde zu seinen Ehren eröffnet.